# Novi Navarino
Novi Navarino (grško Νέο Ναυαρίνο, latinizirano: Neo Navarino, osmansko turško Anavarin-i cedid) je osmanske trdnjava pri Pilosu, Peloponez, Grčija. Bila ie ena od dveh trdnjav, ki sta branili vhod v strateški Piloški zaliv. Novi Navarino je na južni strani zaliva. Severno stran je branila trdnjava Stari Navarino, ki so jo v 13. stoletju zgradili križarji iz Ahajske kneževine. Novi Navarino je znan tudi kot Neokastro ali  Niokastro (grško Νεόκαστρο ali Νιόκαστρο, "novi grad").

## Zgodovina
Trdnjavo je leta 1572/1573 kmalu po bitki pri Lepantu, zgradil kapudan Uluç Ali Reis. Trdnjava je bila leta 1645 v prvih fazah kretske vojne osmanska baza za invazijo na Kreto. Med morejsko vojno je beneška vojska pod poveljstvom Franceska Morosinija leta 1686 osvojila obe navarinski trdnjavi, ki sta ju branila Mustafa Paša in Džafer Paša. Trdnjavi in ves Peloponez so ostali v beneški posesti do leta 1715, ko so cel polotok ponovno osvojili Osmani.
10. aprila 1770 so med Orlovovim uporom med rusko-turško vojno (1768–1774) po šestdnevnem obleganju trdnjavo osvojili Rusi. Osmanski posadki so dovolili evakuacijo na Kreto. Ruska flota je delno porušila trdnjavo in že 1. junija 1770 zapustila Navarino.
Po izbruhu grške vojne za neodvisnost marca 1821 so Grki več mesecev oblegali trdnjavo. Posadka je dobila dovoljenje za varen umik in se avgusta 1821 vdala, potem pa je bila v celoti pobita. Trdnjava je ostala v grških rokah do 11. maja 1825, ko jo je zasedel egiptovski Ibrahim Paša. Osmansko-egiptovska posadka je ostala v trdnjavi do oktobra 1828, ko se je med morejsko kampanjo vdala francoski vojski pod poveljstvom Nicolasa Josepha Maisona.
Leta 1830 je bilo pod trdnjavo Novi Navarino ustanovljeno sodobno mesto Pilos. Trdnjava je postala mestna citadela in dolgo časa služila kot zapor.

## Opis
V nasprotju s srednjeveškim Starim Navarinom je bil Novi Navarino zgrajen na izkušnjah iz topniškega vojskovanja. Imel je debele poševne zidove, okrepljene z bastioni.  Najpomembnejša sta bila Sedmi bastion (Έβδομο) in Santa Maria, ki sta obrnjena proti morju in pokrivata pristanišče. Trdnjava je imela tudi citadelo, zaščiteno z dodatnim suhim jarkom, šestimi peterokotnimi bastioni in skoraj 60 topovi. Citadela je bila povezana s Sedmim bastionom z dolgim južnim obzidjem, imenovanim Velika veja (Μεγάλη Βέργα). Glavni vhod v trdnjavo, Vrata na skali (Ζεματίστρα), je bil na jugovzhodu. Od naselja znotraj trdnjavskega obzidja so ostale samo ruševine. Izjema je trdnjavska mošeja, ki je bila po grški neodvisnosti spremenjena v pravoslavno cerkev, posvečeno Jezusovi spremenitvi.